# 2024년 하계 올림픽 핸드볼 여자
2024년 하계 올림픽 핸드볼 여자는 2024년 하계 올림픽 핸드볼 종목의 일부로 2024년 7월 25일부터 8월 10일까지 진행된다.

## 예선
| 대회                                | 일정                       | 개최지                             | 배정 | 진출국            |
| ----------------------------------- | -------------------------- | ---------------------------------- | ---- | ----------------- |
| 개최국                              | 2017년 9월 13일            | (개최지 선정)                      | 1    | 프랑스            |
| 2022년 유럽 선수권 대회             | 2022년 11월 4일~20일       | 북마케도니아 몬테네그로 슬로베니아 | 1    | 덴마크            |
| 2024년 하계 올림픽 아시아 예선      | 2023년 8월 17일~23일       | 히로시마                           | 1    | 대한민국          |
| 2024년 하계 올림픽 아프리카 예선    | 2023년 10월 11일~14일      | 루안다                             | 1    | 앙골라            |
| 2023년 팬아메리칸 게임              | 2023년 10월 24일~ 29일     | 비냐델마르                         | 1    | 브라질            |
| 2023년 세계 선수권 대회             | 2023년 11월 29일~12월 17일 | 노르웨이 덴마크 스웨덴             | 1    | 노르웨이          |
| 2024년 하계 올림픽 대륙간 최종 예선 | 2024년 4월 11일~14일       | 데브레첸                           | 2    | 스웨덴 · 헝가리   |
| 2024년 하계 올림픽 대륙간 최종 예선 | 2024년 4월 11일~14일       | 토레비에하                         | 2    | 네덜란드 · 스페인 |
| 2024년 하계 올림픽 대륙간 최종 예선 | 2024년 4월 11일~14일       | 노이울름                           | 2    | 독일 · 슬로베니아 |
| 최종 진출 국가 수                   |                            |                                    |      | 12                |

## 시드 배정
| 1포트             | 2포트           | 3포트               | 4포트           | 5포트           | 6포트             |
| ----------------- | --------------- | ------------------- | --------------- | --------------- | ----------------- |
| 노르웨이 · 헝가리 | 네덜란드 · 독일 | 스페인 · 슬로베니아 | 스웨덴 · 프랑스 | 덴마크 · 브라질 | 대한민국 · 앙골라 |

## 조별 리그
- 모든 시간은 프랑스 현지 시간(UTC+2)을 따름.

### A조
| 2024년 7월 25일 09:00 | 슬로베니아       | 19 – 27 | 덴마크                 | 파리 엑스포 포르트 드 베르사유, 파리 심판: 아르투어 브루너(스위스) 모라드 살라흐(스위스) |
| 2024년 7월 25일 09:00 | 그로스, 스탄코 5 | (11–14) | 프리스, 외스테르고르 5 | 파리 엑스포 포르트 드 베르사유, 파리 심판: 아르투어 브루너(스위스) 모라드 살라흐(스위스) |
| 2024년 7월 25일 09:00 | 6× 1×            | 리포트  | 5× 1×                  | 파리 엑스포 포르트 드 베르사유, 파리 심판: 아르투어 브루너(스위스) 모라드 살라흐(스위스) |

| 2024년 7월 25일 16:00 | 독일  | 22 – 23 | 대한민국         | 파리 엑스포 포르트 드 베르사유, 파리 심판: 유수프 벨키리(알제리) 시달리 하미디(알제리) |
| 2024년 7월 25일 16:00 | 될 6  | (10–11) | 강경민, 류은희 6 | 파리 엑스포 포르트 드 베르사유, 파리 심판: 유수프 벨키리(알제리) 시달리 하미디(알제리) |
| 2024년 7월 25일 16:00 | 2× 1× | 리포트  | 2× 1×            | 파리 엑스포 포르트 드 베르사유, 파리 심판: 유수프 벨키리(알제리) 시달리 하미디(알제리) |

| 2024년 7월 25일 21:00 | 노르웨이           | 28 – 32 | 스웨덴   | 파리 엑스포 포르트 드 베르사유, 파리 심판: 이그나시오 가르시아(스페인) 안드레우 마린(스페인) |
| 2024년 7월 25일 21:00 | 뫼르크, 오프테달 7 | 리포트  | 하그만 8 | 파리 엑스포 포르트 드 베르사유, 파리 심판: 이그나시오 가르시아(스페인) 안드레우 마린(스페인) |
| 2024년 7월 25일 21:00 | 3× 1×              |         | 5× 1×    | 파리 엑스포 포르트 드 베르사유, 파리 심판: 이그나시오 가르시아(스페인) 안드레우 마린(스페인) |

### B조
| 2024년 7월 25일 11:00 | 네덜란드           | 34 – 31 | 앙골라           | 파리 엑스포 포르트 드 베르사유, 파리 심판: 마이케 메르츠(독일) 타니야 쿠틀러(독일) |
| 2024년 7월 25일 11:00 | 말레스테인, 폴만 8 | (19–18) | 넹강가, 파울루 6 | 파리 엑스포 포르트 드 베르사유, 파리 심판: 마이케 메르츠(독일) 타니야 쿠틀러(독일) |
| 2024년 7월 25일 11:00 | 2× 1×              | 리포트  | 3×               | 파리 엑스포 포르트 드 베르사유, 파리 심판: 마이케 메르츠(독일) 타니야 쿠틀러(독일) |

| 2024년 7월 25일 14:00 | 스페인   | 34 – 31 | 브라질                | 파리 엑스포 포르트 드 베르사유, 파리 심판: 미르자 쿠르타기치(스웨덴) 마티아스 베테르비크(스웨덴) |
| 2024년 7월 25일 14:00 | 로페스 5 | (19–15) | 지 파울라, 마치엘리 6 | 파리 엑스포 포르트 드 베르사유, 파리 심판: 미르자 쿠르타기치(스웨덴) 마티아스 베테르비크(스웨덴) |
| 2024년 7월 25일 14:00 | 5×       | 리포트  | 5×                    | 파리 엑스포 포르트 드 베르사유, 파리 심판: 미르자 쿠르타기치(스웨덴) 마티아스 베테르비크(스웨덴) |

| 2024년 7월 25일 19:00 | 헝가리   | 28 – 31 | 프랑스     | 파리 엑스포 포르트 드 베르사유, 파리 심판: 마리아나 가르시아(아르헨티나) 마리아 이네스 파올란토니(아르헨티나) |
| 2024년 7월 25일 19:00 | 쿠초러 8 | 리포트  | 은제맹코 6 | 파리 엑스포 포르트 드 베르사유, 파리 심판: 마리아나 가르시아(아르헨티나) 마리아 이네스 파올란토니(아르헨티나) |
| 2024년 7월 25일 19:00 | 1×       |         | 2× 1×      | 파리 엑스포 포르트 드 베르사유, 파리 심판: 마리아나 가르시아(아르헨티나) 마리아 이네스 파올란토니(아르헨티나) |